# Bernay-en-Champagne
Bernay-en-Champagne (tot 2007: Bernay) is een plaats en voormalige gemeente in het Franse departement Sarthe (regio Pays de la Loire) en telt 384 inwoners (1999). De plaats maakt deel uit van het arrondissement Mamers. Bernay-en-Champagne is op 1 januari 2019 gefuseerd met de gemeente Neuvy-en-Champagne tot de gemeente Bernay-Neuvy-en-Champagne. 

## Geografie
De oppervlakte van Bernay-en-Champagne bedraagt 10,3 km², de bevolkingsdichtheid is 37,3 inwoners per km².
De onderstaande kaart toont de ligging van Bernay-en-Champagne met de belangrijkste infrastructuur en aangrenzende gemeenten.

## Demografie
Onderstaande figuur toont het verloop van het inwonertal (bron: INSEE-tellingen).